# Муртина баня
Муртина баня е турска обществена баня, построена в XVII век. Намира се в село Баня, област Благоевград, България.

## История и архитектура
Банята е построена с дарение от богатото турско семейство Муртазови. Датирана е към XVII век, тъй като е с характерния архитектурен план и подобен градеж на Старата българска баня. Сградата на банята е построена с два входа, а водата в банята е от горещ минерален извор, който се охлажда. Банята е реставрирана в 2012 година, когато са открити останки от малка пристройка, датирана към 1907 година, която служела за съблекалня. Подът на постройката е от тухли от купола на банята. Освен съблекалня в пристройката имало кръчма и бакалия.
Муртина баня функционира до към 50-те години на XX век и е отворена отново за посетители след реставрацията си в 2012 година.